# Chianche
Chianche är en ort och kommun i provinsen Avellino i regionen Kampanien i Italien. Kommunen hade 487 invånare (2017).